# 口上林村
口上林村（くちかんばやしむら）は、京都府何鹿郡にあった村。現在の綾部市の東部、上林川の中流域にあたる。

## 地理
- 河川：上林川

## 歴史
- 1889年（明治22年）4月1日 - 町村制の施行により、建田村・十根村の区域をもって発足。
- 1950年（昭和25年）8月1日 - 綾部町・中筋村・吉美村・山家村・西八田村・東八田村と合併して綾部市が発足。同日口上林村廃止。